# Lorentz Clerck
Lorentz Clerck, född 14 maj 1653, död 16 mars 1720 på Hunnerstad i Höreda socken, var en svensk general och landshövding. Han var bror till Hans Clerck. Föräldrarna var amiralitetsrådet Hans Clerck (1607–1679) och Brita Svan (1622–1662).

## Biografi
Clerck blev student vid Uppsala universitet och gick i krigstjänst 1670. 1672 befordrades han till löjtnant vid Kronobergs regemente och erhöll 1673 tillstånd att gå i utländsk krigstjänst. Därefter tjänstgjorde han som löjtnant vid Gustav Ulfsparres holländska regemente och deltog vid slaget vid Seneffe där han erhöll en skottskada, deltog i den misslyckade belägringen av Oudenaarde och i erövringen av Grave.
Vid sin återkomst till Sverige blev han 1675 kapten vid Kalmar regemente. Med detta regemente låg Clerck i garnison i Kristianstad då fästningen 15 augusti 1676 överrumplades av danskarna och han föll sårad i krigsfångenskap. Året därpå frigavs han dock och deltog i slaget vid Landskrona. Därpå deltog han i Kristianstads belägring och var under den tiden med i stormningen av skansen framför Långa bron i augusti 1677 och intagandet av Beckholmen sommaren 1678. Under hösten 1677 befordrades Clerk till major. Under det sista krigsåret var han kommenderad ombord på flottan och förde befäl över 300 man som försvarade Borgholm.
Efter fredsslutet var Clerck 1684 och 1692 kommenderad till fortifikationsarbeten i Karlskrona och i Göteborg 1694. Han befordrades 1693 till överstelöjtnant vid Västgöta-Dals regemente och förflyttades 1696 till Kalmar regemente.
Clerck hade just blivit överste och chef för Jönköpings regemente då Stora nordiska kriget bröt ut. Regementet hade då redan 1699 förlagts i Tyskland för att kunna rycka in i Danmark söderifrån vid det väntade krigsutbrottet, och fick vid freden i Traventhal ligga kvar i Wismar under två år tid. 1702 tillhörde regementet den kår som av Nils Gyllenstierna fördes från Pommern för att ansluta till huvudarmén i Krakow och ingick därefter huvudsakligen i denna. Under belägringen av Thorn var regementet kommenderat till transportflottan på Weichsel och på hösten 1704 deltog det i övergången av floden vid Warszawa 18-19 oktober och den därpå följande jakten på de sachsiska armén. Från november 1704 låg regementet stilla först i Sieradz, sedan i trakten av Krakow, änna till det vid årsskiftet 1705/06 fick följa med och delta i Inringningen av Grodno och sedan in i Sachsen.
Därefter var Clercks militärtjänst över. Ett par veckor innan regementet överskred gränsen till Sachsen utnämndes Clerck till landshövding i Österbotten och tilldelades samtidigt generalmajors rang. Han upphöjdes även 1707 till friherrligt stånd. Efter att ha vilat upp sig på sitt gods Hunnerstad begav han sig till Finland och våren 1707 kunde han ta sitt län i besittning. Clerck gjorde vissa insatser för att skydda skogen i sitt län och att förbättra jordeböckerna. Kriget, pesten och missväxt kom dock att försvåra hans arbete. Clerck anbefallde flera uppbåd av landstorm till länets försvar och även räder in på ryskt område.
Problemen ökade dock efter hand, sommaren 1710 gjorde en del bönder uppror mot Simon Affleck och fick stöd av ryssarna, men 1712 bröt nya allvarligare uppror ut, det så kallade "Vadmalskriget" som uppkommit genom ett med gränsfreden oförenligt beslagtaget parti vadmal. Lugnet återställdes och gränsfreden förnyades på nyåret 1713.
Fronten närmade sig dock alltmer Österbotten. Ett tremänningsregemente uppsattes som Clerck personligen övade. Landstormen uppbådades men hemsändes av Carl Gustaf Armfeldt som inte ville tära på arméns begränsade proviantförråd och av erfarenhet inte värderade folkuppbådens stridskraft särskilt högt. Enstaka allmogepartier deltog trots det i striderna.
Efter slaget vid Storkyro tvingades dock svenska armén att retirera och Clercks residens plundrades under inledningen till den så kallade Stora ofreden. Han gjorde försök att få bli förflyttad till Sverige, åberopande sina 44 tjänstgöringsår, men fick inget svar. Han slog sig ned i Uleåborg och försökte hjälpa Armfeldt med omorganiseringen av armén. Då Armfeldt i september 1714 utrymde Finland avreste dock Clerck till Stockholm dit han tog med sig länsstyrelsearkivet som räddats vid residensets utrymning.
I Sverige försökte han förgäves få någon annan tjänst. Sina sista år tillbringade han på Hunnerstad, där han dock fortsatte att sköta vissa ärenden rörande sitt av fienden ockuperade län eller begäran om hjälp till flyktingar därifrån. Kort före sin död befordrades han till generallöjtnant.
Han begravdes först i Höreda kyrka, där hans vapen uppsattes. År 1828 flyttades kvarlevorna av Clerck och andra från gravkoret och begravdes på kyrkogården. Förutom Hunnerstad var Clerck även ägare till Norrby i Asby socken.